# Caribena versicolor
Caribena versicolor (лат.) — вид пауков из семейства птицеедов (Theraphosidae). По данным Всемирного каталога пауков, c марта 2017 года включён в род Caribena, хотя до этого долгое время находился в роде Avicularia. Паук пользуется популярностью среди коллекционеров, а также для содержания в неволе.

## Ареал и местообитание
Обитает на  острове Мартиника. В природе заселяет пустоты в деревьях и между ветвями, где сплетает из паутины «воздушную» норку с двумя выходами. Там паук проводит большую часть времени, а с наступлением темноты выходит на охоту.

## Описание
Размер тела составляет около 5—6 см у взрослых особей, размах лап — до 17 см. Маленькие пауки имеют ярко-синюю окраску с белыми полосами на брюшке. С годами окраска меняется, и уже после 8—9 линьки пауки больше похожи на взрослых особей. В их окраске есть красные, зелёные и синие тона с металлическим отливом, а всё его тело покрыто длинными яркими волосками.
Паук имеет довольно спокойный характер и не является агрессивным. Хотя он достаточно ловкий и быстрый, например если он чувствует порыв ветра, то может прыгнуть в попытке побега. При появлении врагов или угрозы он пытается скрыться. Паук может укусить, если ему некуда бежать. Не счёсывает с себя раздражающих волосков. Укус паука для человека не опасен.

## Содержание в неволе
Террариум для содержания должен быть вертикального типа, размерами минимум 30х30х40 см для одного взрослого паука. Для того, чтобы паук имел возможность плести гнездо, террариум изнутри украшают ветками, корой или живыми растениями. На дно следует насыпать около 2—3 см субстрата. В качестве субстрата обычно используют торф или вермикулит, чаще кокосовый субстрат. При недостаточной влажности (в пределах 80—85 %), в террариуме необходимо наличие поилки с постоянно чистой и свежей водой. Для освещения можно использовать красную лампу, или лампу лунного света. Попадание в террариум прямых солнечных лучей не допускается. Температура воздуха должна поддерживаться на уровне 24—28 ° С. Один раз в два-три дня террариум нужно опрыскивать обычной водой, но не очень обильно, так как это может вызвать появление грибка или плесени, если она появилась, нужно уменьшить влажность грунта и воздуха. Террариум должен хорошо вентилироваться.
Растут пауки довольно быстро. Половой зрелости самцы достигают в 1—1,5 года, самки в 1,5—2 года. При спаривании самки не проявляют агрессивности к самцам и могут даже некоторое время жить вместе. Через месяц после спаривания самка сплетает кокон, в котором может находиться от 20 до 130 яиц. Срок инкубации около 3—4 недель. В качестве корма подойдут насекомые, размерами не превышающие размеры брюшка паука. Молодых кормить можно 3—4 раза в неделю, взрослых — 1—2 раза в неделю. В домашних условиях их кормят тараканами и сверчками. Крупным особям достаточно скормить одну лягушку или мышь в месяц.